# One Worldwide Plaza
One Worldwide Plaza ist ein postmoderner Wolkenkratzer im Stadtbezirk Manhattan in New York City. Er ist das höchste Gebäude von Worldwide Plaza, einem Komplex aus Gewerbe- und Wohnbauten.

## Lage
Das Hochhaus befindet sich in Midtown Manhattan in Stadtteil Hell’s Kitchen (Midtown West) an der Eighth Avenue zwischen der West 49th und 50th Street. Es wurde an der Stelle des dritten Madison Square Garden errichtet. Zwei Blocks östlich liegt das Rockefeller Center. Im Sockel des Gebäudes befinden sich jeweils an der West 49th und 50th Street Zugänge zur Station 50th Street der New York City Subway, wo die Linien  und  verkehren.

## Beschreibung
One Worldwide Plaza wurde von dem bekannten amerikanischen Architekten David Childs von dem Architekturbüro Skidmore, Owings and Merrill entworfen. Childs war unter anderem auch mit der Planung des One World Trade Centers und des 7 World Trade Centers betraut. Das 237,1 Meter (778 Fuß) hohe und 50 Stockwerke umfassende Bauwerk wurde im Jahr 1989 nach drei Jahren Bauzeit fertiggestellt. Der One Worldwide Plaza ist der östlichste Teil des drei Bauwerke umfassenden Gebäudekomplexes Worldwide Plaza, der einen ganzen Block zwischen der Eighth und Ninth Avenue sowie West 49th und 50th Street einnimmt. Die beiden weiteren niedrigeren Häuser bilden, vom One Worldwide Plaza durch den öffentlichen Park „Urban Plaza at Worldwide Plaza“ getrennt, die Wohnanlage „Worldwide Plaza Residence“. Der One Worldwide Plaza hat eine nutzbare Fläche von 139.000 Quadratmetern, die sich auf 50 oberirdische Etagen verteilt und die, abgesehen von einigen technischen Einrichtungen, ausschließlich für Büroräume in Anspruch genommen werden. Alle Stockwerke sind mit 26 Aufzügen erreichbar, die im inneren Kern des Bauwerks verkehren. Die tragenden Elemente im Inneren sowie der Außenwand bestehen hauptsächlich aus Stahl. Die Architektur des Hochhauses zeichnet sich insbesondere durch sein mit Patina überzogenes kupfernes Pyramidendach mit beleuchteter Glaslaterne aus, das einen quadratischen Turm mit Rücksprüngen krönt, der wiederum auf einem drei- bis viergeschossige Sockel sitzt. Die Fassade des Turms ist mit Ziegeln und die des Sockels mit Granit verkleidet. Durch die Dachgestaltung und die mais- und rostfarbene Außenfassade ist es ein auffälliger Wolkenkratzer in der Skyline von Midtown Manhattan.
Der Worldwide Plaza-Komplex wurde 1996 von der Investmentgesellschaft Blackstone Group erworben, die ihn 1998 an Equity Office Properties verkauften. Blackstone übernahm 2007 Equity Office Properties und veräußerte den Komplex an den Immobilienunternehmer Harry B. Macklowe. Nach dessen Insolvenz 2009 gelangte das Gebäude in den Besitz von George Comfort and Sons. New York REIT (American Realty Capital New York) erwarb 2013 zunächst 48,9 % Beteiligung und dann 2017 eine Mehrheitsbeteiligung von 98,8 % am Gebäude, davon verkaufte sie 48,7 % Beteiligung an RXR Realty und SL Green Realty. Letztendlich behielten New York REIT 50,1 % und George Comfort and Sons 1,2 % Anteil. Neben den Büro- und Einzelhandelsflächen befinden sich im Gebäude ein 5-Bühnen-Theater und ein Parkhaus mit 475 Stellplätzen.
In der Nachhaltigkeit hat das U.S. Green Building Council im Jahr 2012 dem Gebäude die LEED Gold-Zertifizierung verliehen. One Worldwide Plaza ist mit Stand Oktober 2024 das 53-höchste Gebäude in New York City.